# کورتلندویل (نیویورک)
کورتلندویل (به انگلیسی: Cortlandville) یک منطقهٔ مسکونی در ایالات متحده آمریکا است که در شهرستان کورتلند، نیویورک واقع شده‌است. کورتلندویل ۱۲۹٫۲۴ کیلومتر مربع مساحت و ۸٬۵۰۹ نفر جمعیت دارد و ۳۳۵ متر بالاتر از سطح دریا واقع شده‌است.